# Henning Rischer
Henning Rischer (* 1945 in Mittweida) ist ein deutscher Geschichtsforscher, Autor und Herausgeber von Schriften zur Geschichte Pommerns.

## Leben
Henning Rischer legte 1963 sein Abitur am Städtischen Gymnasium in Mittweida ab. Er studierte in Mühlhausen/Thüringen Pädagogik und kam 1968 als Lehrer für Biologie und Chemie nach Sassen in den Kreis Demmin. Nach der Auflösung der Sassener Schule ging er 1981 an die Erich-Weinert-Oberschule in Loitz. 1987 wurde Henning Rischer an der Universität Greifswald im Fachgebiet Biologiemethodik promoviert. An der Hochschule Neubrandenburg erwarb er 1992 die Lehrbefähigung für Sozialkunde. Von 1991 bis 2002 leitete er das Loitzer Gymnasium. Anschließend schied er aus dem aktiven Schuldienst aus und ging in den Vorruhestand.
Henning Rischer wurde nach der Wende in die Stadtvertretung von Loitz gewählt und war dort langjähriger Fraktionsvorsitzender der Unabhängigen Loitzer (UL), der er auch heute noch angehört. Außerdem war Rischer von 1990 bis 1994 Mitglied des Kreistages des Kreises Demmin.

## Geschichtsforschung
Bereits während seiner Tätigkeit in Sassen begann Henning Rischer sich mit der örtlichen Historie und der Geschichte Pommerns zu beschäftigen. Nach seinem Wechsel nach Loitz setzte er seine Arbeit im Rahmen des Kulturbundes (KB) zunächst als Vorsitzender der Ortsgruppe Loitz, später als Vorsitzender der Gesellschaft für Heimatgeschichte fort. Außerdem wurde er Mitglied des Beirates des Kreisheimatmuseums Demmin.
Bereits zu DDR-Zeiten begann er mit dem Publizieren von Schriften zur Geschichte der Stadt Loitz, der umliegenden Gemeinden sowie des Kreises bzw. Landkreises Demmin sowohl als Herausgeber als auch als Verfasser.
1985 war Henning Rischer Mitinitiator der Demminer Kolloquien zur Geschichte Vorpommerns. Bis 2008 organisierte er 26 dieser Veranstaltungen mit Vorträgen zur Geschichte Pommerns, die nach der Wende im Namen der Gesellschaft für pommersche Geschichte, Altertumskunde und Kunst weitergeführt wurden.
Seit 2001 ist er Mitglied der Historischen Kommission für Pommern.
Für seine Verdienste um die regionale Geschichtsforschung und sein kulturpolitisches Engagement wurde Henning Rischer Ende 2008 mit dem Kulturpreis des Landkreises Demmin ausgezeichnet.

## Veröffentlichungen
- Henning Rischer: Loitzer Heimatblätter. Teil 2, 1983 S. 4–12, Teil 3 1984 S. 5–11, Teil 4 1987 S. 30–41 (mit Primärquellen), Herausgeber Stadt Loitz und Kulturbundgruppe der Stadt.
- Aus unserer Loitzer Geschichte. Hrsg.: Stadtverwaltung Loitz. Loitz 1991.
- Gerhard Heitz, Henning Rischer: Geschichte in Daten – Mecklenburg-Vorpommern. Koehler und Amelang, München/Berlin 1995. ISBN 3-7338-0195-4.
- Einführung in die Vorgeschichte und Entstehung der Demminer Kolloquien. In: Haik Thomas Porada [Hrsg.]: Beiträge zur Geschichte Vorpommerns. Die Demminer Kolloquien 1985–1994 / im Auftr. der Abteilung Vorpommern der Gesellschaft für Pommersche Geschichte, Altertumskunde und Kunst e. V. Thomas Helms, Schwerin 1997, S. 11–14. ISBN 3-931185-11-7.
- Der Landkreis Demmin. Geschichte der Städte im Überblick. Khs, Stavenhagen 1998. ISBN 3-933541-02-6.
- Der Landkreis Demmin. Historische Stätten. Khs, Stavenhagen 2000. ISBN 3-933541-09-3.
- Henning Rischer, Martin Schoebel [Hrsg.]: Verfassung und Verwaltung Pommerns in der Neuzeit. Vorträge des 19. Demminer Kolloquiums zum 75. Geburtstag von Joachim Wächter am 12. Mai 2001. (Inventare, Findbücher und kleine Schriften des Landesarchivs Greifswald, Bd. 2.) Edition Temmen, Bremen 2004. ISBN 3-86108-044-3.
- [als Hrsg.]: Grenzregion zwischen Pommern und Mecklenburg. Vorträge 2004–2005. Thomas Helms Verlag, Schwerin 2006. ISBN 3-935749-82-1.
- Loitz. Übersicht zur Stadtgeschichte. In: Dirk Schleinert, Ralf-Gunnar Werlich [Hrsg.]: Loitz – Stadt an der Peene. Beiträge zur Geschichte und zu ihren Bau- und Kunstdenkmalen.  Thomas Helms Verlag, Schwerin 2008. ISBN 3-935749-63-5.
- Henning Rischer, Dirk Schleinert: 25 Jahre Demminer Kolloquien zur Geschichte Vorpommerns. In: Baltische Studien NF 96 (2010), S. 93–104.
- Henning Rischer, Dirk Schleinert [Hrsg.]: Die Demminer Kolloquien zur Geschichte Vorpommerns. Ausgewählte Beiträge 1995-2011. Sardellus Verlagsgesellschaft, Greifswald 2012. ISBN 978-3-9813402-3-5.